# Lars Mattsson
Lars Anton Mattsson (Gällivare, 17 gennaio 1932) è un ex sciatore alpino svedese.

## Biografia
Sciatore polivalente originario di Malmberget, Lars Mattsson ottenne il primo piazzamento di rilievo in occasione della settimana internazionale di Åre 1953 (28 febbraio-3 marzo), dove fu 10º nello slalom speciale, e ai VII Giochi olimpici invernali di Cortina d'Ampezzo 1956 (26 gennaio-5 febbraio), sua unica presenza olimpica e iridata, si classificò 32º nella discesa libera, l'unica gara nella quale prese il via; ottenne gli ultimi risultati internazionali al trofeo Holmenkollen-Kandahar 1960 (Holmenkollen, 18-20 marzo) mentre in campo nazionale gareggiò almeno fino al 1962, anno in cui vinse il titolo svedese nella discesa libera.

## Palmarès

### Campionati svedesi
- 1 oro (discesa libera nel 1962)[3]